# Marian Zazeela
Marian Zazeela  (* 15. April 1940 in New York City, New York; † 28. März 2024 ebenda) war eine US-amerikanische Malerin, Licht-, Performance- und Installationskünstlerin, Designerin und Musikerin. Bekannt wurde sie durch die Zusammenarbeit mit ihrem Ehemann, dem minimalistischen Komponisten La Monte Young.

## Leben und Werk
Marian Zazeela wurde als Kind russisch-jüdischer Eltern in der Bronx geboren. Sie erhielt ihre Ausbildung an der Fiorello H. LaGuardia High School of Music & Art and Performing Arts und am Bennington College, wo sie bei Paul Feeley, Eugene C. Goossen und Tony Smith studierte. Sie schloss mit dem Bachelor of Arts mit dem Schwerpunkt Malerei im Jahr 1960 ab.
Kurz nach ihrem Abschluss arbeitete sie am Bühnenbild für Amiri Barakas (LeRoi Jones) The System of Dante’s Hell in New York und war als Schauspielerin und Fotomodell für Jack Smith (in seinem Film Flaming Creatures und für das Fotobuch The Beautiful Book) tätig. Im Jahr 1962 lernte sie den Komponisten La Monte Young kennen, mit dem sie von da an zusammenlebte und ‑arbeitete.
In den frühen 60er Jahren war sie als Sängerin an La Monte Youngs Musik-Gruppe Theatre of Eternal Music beteiligt (zu der auch, zu verschiedenen Zeiten, der Fotograf Billy Name, der minimalistische Musiker Terry Riley, der Musiker John Cale, der Video-Künstler und Musiker Tony Conrad sowie der Dichter und Musiker Angus MacLise gehörten). Sie gestaltete auch die Licht-Shows für die Gruppe.
Ihre künstlerischen Arbeiten aus ihrer frühen – mehr expressionistischen – Zeit sind kalligraphische Gemälde und Zeichnungen, die dann einem psychedelischen Aspekt wichen und sich später in Richtung der Op-Art entwickelten.
Im Jahr 1965 begann sie mit ihrem Werkkomplex Ornamental Lightyears Tracery und ihren Licht- und Sound-Installationen. Sie hatte Ausstellungen im Museum of Modern Art, in der Albright-Knox Art Gallery, in der Fondation Maeght, im Moderna Museet in Stockholm, im Metropolitan Museum of Art, im Haus der Kunst München und in der Dia Art Foundation sowie zahlreichen anderen Galerien und Veranstaltungsorten.
In den nächsten 30 Jahren gestaltete sie ihre Arbeit immer mehr in Richtung Environment und skulpturale Formen, oft in der Verwendung von farbigem Licht und farbigen Schatten, zum Beispiel bei Dusk Adaptation Environment (Installation), Still Light (Skulptur), Magenta Day / Magenta Night (Installation / Skulptur) und ganz allgemein: Light.
In den späten 1960er Jahren begann Zazeela ihre Licht-Arbeiten in enger Zusammenarbeit mit der minimalistischen Musik von Young als Installationen und Performance Dream Houses zu gestalten. Im Jahr 1972 trat sie mit einer Dream House-Performance und ‑Installation auf der Documenta 5 in Kassel (zusammen mit La Monte Young) in der Abteilung Individuelle Mythologien: Selbstdarstellung – Performances – Activities – Changes vom 30. Juni bis 7. Juli jeweils von 15:00 bis 18:00 Uhr auf. Eine von den Dream House-Arbeiten läuft in der 275 Church Street in New York seit Anfang der 1990er Jahre und ist für die Öffentlichkeit an drei Tagen in der Woche zugänglich.
Im Jahre 1970 begann Zazeela ein Studium der klassischen Hindu-Musik bei Pandit Pran Nath. Sie trat als Musikerin auf und veröffentlichte Schriften. Im Jahr 2000 wurde eine Monographie über ihre Zeichnungen in Deutschland herausgegeben.
Im März 2024 starb Zazeela im Alter von 83 Jahren.